# 심청전 (1985년 영화)
《심청전》(The Tale of Shim Chong)은 조선민주주의인민공화국의 1985년 뮤지컬 영화이며, 신상옥이 감독하였다.
전통 심청전에 기반을 둔다.

## 출연
최은희가 심청의 어머니 역할 중 일부를 맡았다.

## 같이 보기
- 조선민주주의인민공화국의 영화
- 인신공희
- 조선민주주의인민공화국의 영화 목록
- 심청가